# Лабаньино, Рамон
Рамон Лабаньино Саласар (исп. Ramón Labañino Salazar; род. 9 июня 1963, Марьянао) — офицер кубинской разведслужбы, Герой Республики Куба (2001), один из так называемой «кубинской пятёрки» — группы кубинцев, осуждённых в США по обвинению в шпионаже.

## Биография
Родился 9 июня 1963 года на Кубе в Марьянао.
Родители Рамона – Нерейда Саласар Вердуи и Олмес Лабаньино Кантильо. Уже в школьные годы Рамон активно проявлял себя в разных сферах общественной жизни, занимался спортом и имел отличную успеваемость. Высшее образование он получил в Гаванском университете на экономическом факультете, который окончил с красным дипломом. Во время учёбы в университете продолжалась спортивная карьера Рамона Лабаньино, он выступал в соревнованиях по бейсболу. В 1987 году он был принят в ряды Союз коммунистической молодёжи Кубы, а в 1991 году в Коммунистическую партию Кубы.

## Семья
В июне 1990 года Рамон женился на Элизабет Пальмейро Касадо. В этом браке у них родились две дочери: Лаура Лабаньино Пальмейро и Лизбет Лабаньино Пальмейро.  Рамона от первого брака зовут Айли Лабаньино Кардосо.

## Задание в США и задержание
В начале 1990-х годов Рамону было поручено задание проникнуть в сеть кубинских эмигрантских организаций в Майями, прежде всего в «Кубино-Американский национальную ассоциацию» (Fundación Nacional Cubano Americana, FNCA) и в «Братство освободителей» (Hermanos al Rescate, HR). Он должен был получить доступ к информации, касающейся организации терактов на территории острова Кубы, в том числе покушения на жизнь Фиделя Кастро.
12 сентября 1998 года Рамон был задержан сотрудниками ФБР. Ему инкриминировали деятельность, представляющую угрозу национальной безопасности Соединённых Штатов. Вплоть до 21 января 2001 года Рамон был лишён контактов со внешним миром, в том числе не имел права переписки с близкими.
Судебный процесс по делу Рамона Лабаньино Саласара, Рене Гонсалеса Северерта, Антонио Герреро Родригеса, Херардо Эрнандеса Нордело и Фернандо Гонсалеса Ллорта стал самым долгим в истории Соединённых Штатов, и получил название «Кубинская пятёрка».
29 сентября 2001 года на особом заседании Парламента Кубы всем пятерым было присвоено звание Герой Республики Куба. Суд Майями приговорил Рамона к пожизненному лишению свободы плюс к восемнадцати годам.
Вместе с Херардо Эрнандесом и Антонио Герреро 17 декабря 2014 года Рамон Лабаньино был освобождён согласно договору между президентом США Бараком Обамой и председателем Государственного совета Кубы Раулем Кастро.